# Gonzo Highway
"Gonzo Highway" est un recueil de lettres de Hunter S. Thompson (correspondances) publié en mai 2005. Il regroupe les ouvrages américains "The fear and loathing letters: The proud highway" et "Fear and loathing in America" publiés en 1997.